# Johann Georg Berger
Johann Georg Berger (* 15. April 1739 in Ladendorf, Österreich; † 17. Februar 1810 in Prag) war ein österreichischer Tuchhändler und Textilfabrikant, der mit seinem Widerstand gegenüber den Zünften die Industrialisierung Böhmens einleitete. 

## Werdegang
Berger etablierte 1775 in Prag eine Leinwandhandlung.
Als 1795 sein Compagnon Ferdinand Römheld sen. († 1830) dem Schönfärber Carl Bonte (1758–1817) erworbenen „rohe Tuche“ zum Färben gegeben hatte, ohne vorher den Bewilligungszettel gelöst zu haben, kam er zum Streit mit der Zunft.
In den Jahren 1796–1800 begründete er, gegen den Widerstand der Zünfte, die erste Tuchfabrik in Reichenberg (Liberec). „Am 5. November 1798 wurde ihm die Landesbefugnis verliehen und mit Hofdekret vom 24. Dezember 1799 dem böhmischen Gubernium aufgetragen, ihn und seine Gesellschafter (Michael Hauptmann und Ferdinand Römheld) wegen der Emporbringung des böhmischen Tuchhandels im Namen der Hofstelle zu beloben.“ Seine „k. k. privilegierte Feintuchmanufaktur“ war die dritte in Böhmen. 
Da in Reichenberg keine Expansionsmöglichkeit bestand, verlegte er seine Fabrik in den Vorort Alt-Habendorf (Stráž nad Nisou). Dazu hatte er 1800 von der Frýdlant-Herrschaft den Herrenhof aufgekauft. Römheld importierte 1800–1803 Maschinen (Spinn- und Schermaschinen und Schafwollkrempeln; später auch Schnellschützen) aus Holland. Auch beim Aufstellen der 32 Webstühle kam es 1802 zum heftigen Widerstand der Zünfte.
Bergers einstiger heftigster Widersacher, der Tuchmachermeister Franz Ulbrich jun. begann 1802 mit der Errichtung einer Tuchfabrik und der oberste Vorsteher der Zunft, Gottfried Möller gründete 1808 eine große Appreturanstalt. 
Seinen Kessel für Färbebrühe beheizte Berger nicht unmittelbar durch ein Feuer, sondern durch „Condensierung“. Der 1904 dazu aufgestellte Kessel begründete später Mutmaßungen, dass er die erste Dampfmaschine Böhmens betrieb.
Johann Georg Bergers Grab befindet sich auf dem Althabendorfer Friedhof. Eine Inschrift im Vorraum der Kirche erinnert an diesen ersten Großindustriellen der Reichenberger Gegend. Die Manufaktur wurde nach Bergers Tod von seinen Teilhabern weitergeführt und später von Josef Zimmermann aus Liebenau erworben, dessen Nachfahren sie bis zum Zweiten Weltkrieg betrieben. Römheld sen., sein gleichnamiger Sohn und Schwiegersohn Joseph Hauptig gingen 1818 mit Franz Adam von Waldstein-Wartenberg einen Vertrag ein und betrieben die "k.k. priv. gräflich Waldsteinsche Feintuch- und Kasimirfabrik Römheld & Co."